# Покровское-Стрешнево (усадьба)
Покро́вское-Стре́шнево — бывшая подмосковная дворянская усадьба с прилегающим к ней парком, ныне на северо-западе Москвы. Другие названия — Покро́вское-Гле́бово и Гле́бово-Стре́шнево. Включает господский дом в стиле классицизма, вотчинный храм XVII века и постройки в русском стиле.

## Ранняя история: «Подъёлки, Покровское тож»

Покровское-Стрешнево и окрестности на карте 1931 года

В средние века на месте нынешнего Покровского находилась деревня Подъёлки — её название показывает характер леса, существовавшего на момент основания деревни. Местность, как и соседнее Тушино, с XIV в. принадлежала боярину Родиону Несторовичу и его потомкам — Тушиным, у которых в конце царствования Ивана Грозного была куплена дьяком Е. И. Благово. К этому времени деревня опустела, о чём свидетельствуют писцовые книги за 1584—1585 годы, в которых нынешнее Покровское-Стрешнево упоминается в первый раз:
За Елизаром за Ивановым сыном Благово в вотчине, что было преж сего за Степаном да за Федором за Тушиными купли: деревня Оносьина <Иваньково> на речке Хинки… Путошь что была деревня Подъёлки… И всего за Елизаром в вотчине 2 деревни живущих да пустошь, а в них двор вотчинников, да двор деловых людей.
В 1608 году в этих краях разбил свой лагерь Лжедмитрий II. Среди его сподвижников был новый владелец пустоши Андрей Фёдорович Палицын. Он вскоре перешел на сторону законных властей, продвинулся по службе, стал воеводой в Муроме и в 1622 году продал Подъёлки дьяку Михаилу Феофилатьевичу Данилову .
При Данилове на месте пустоши вновь возникла деревня с тем же названием. Уже в 1629 году здесь отмечена каменная «новоприбылая церковь Покрова Святой Богородицы, да в пределех Чудо архистратига Михаила, да Алексея чудотворца, в вотчине разрядного дьяка Михаила Данилова в селе Покровском — Подъёлки», так что селение, как видно, с этого момента стало носить двойное название. Переписная книга 1646 года отмечает «за думным дьяком за Михаилом Даниловым сыном Фефилатьевым село Покровское, Подъёлки тож, а в нём церковь Покрова Пресвятой Богородицы каменная, а у церкви во дворе поп Симеон, да келья просвирницы, да 8 дворов крестьянских, людей в них 26 человек».
До 1980-х годов считалось, что нынешний храм существует с 1750 г. однако реставраторы под руководством С.Киселёва в результате изысканий выявили в восточной стене окошко, сохранившееся во фрагментах стен 1620-х гг. Тем самым храм был «состарен» на 130 лет.

## Усадьба при первых Стрешневых
После смерти дьяка имением недолгое время владеет Ф. К. Елизаров, который в 1664 году продаёт Покровское владельцу соседнего Иванькова Родиону Матвеевичу Стрешневу. С этого времени усадьба в течение почти 250 лет принадлежит роду Стрешневых. Этот род считался незнатным до 1626 года, когда на Стрешневой Евдокии женился царь Михаил Фёдорович. От этого брака было 10 детей, в том числе будущий царь Алексей Михайлович.
С тех пор род выдвинулся и занял видное место в придворной иерархии.
Р. М. Стрешнев служил четырём первым царям из династии Романовых и с конца 1670-х гг. был воспитателем («дядькой») царевича Петра Алексеевича (Петра I), принимал участие в венчании его на царство. После покупки Покровского Р. М. Стрешнев село особенно не перестраивал: просто поставил «двор боярский», да несколько хозяйственных служб. В 1678 г. в селе числилось «9 человек кабальных людей, 10 семей работников, в них 30 человек, двор приказчика, двор крестьянской, в нём 7 человек, и двор бобыльской, в нём 3 человека».
В 1685 году он приказал выкопать в верховьях речки Чернушки (приток Химки, ныне большей частью заключена в трубу) пруды и развести в них рыбу.
Начиная с 1664 г. усадьба в течение двух с половиной веков находилась в руках потомков Родиона Матвеевича, пройдя через руки шести поколений его потомков. Владельцы ещё со второй половины XVIII века позиционировали её как мемориал заслугам рода Стрешневых. Вначале в усадьбе складывается портретная галерея, повествующая об этом (одна из немногих сохранившихся усадебных портретных коллекций — ныне в фондах ГИМ), а при последней владелице — княгине Шаховской-Глебовой-Стрешневой — приобретает черты, свидетельствующие об откровенном подражании деталям кремлёвского убранства. Обелиск перед фасадом — также подражание обелиску в Александровском саду Кремля, посвящён заслугам рода Стрешневых.
После смерти в 1687 Родиона Михайловича имение переходит к его сыну Ивану Родионовичу. При нём в 1704 г. в селе Покровском состояли: двор вотчинников, в нём приказчик и конюх, двор скотный, в нём 4 человека, и 9 дворов крестьянских, в них 34 человека.

## Усадьба при П. И. Стрешневе

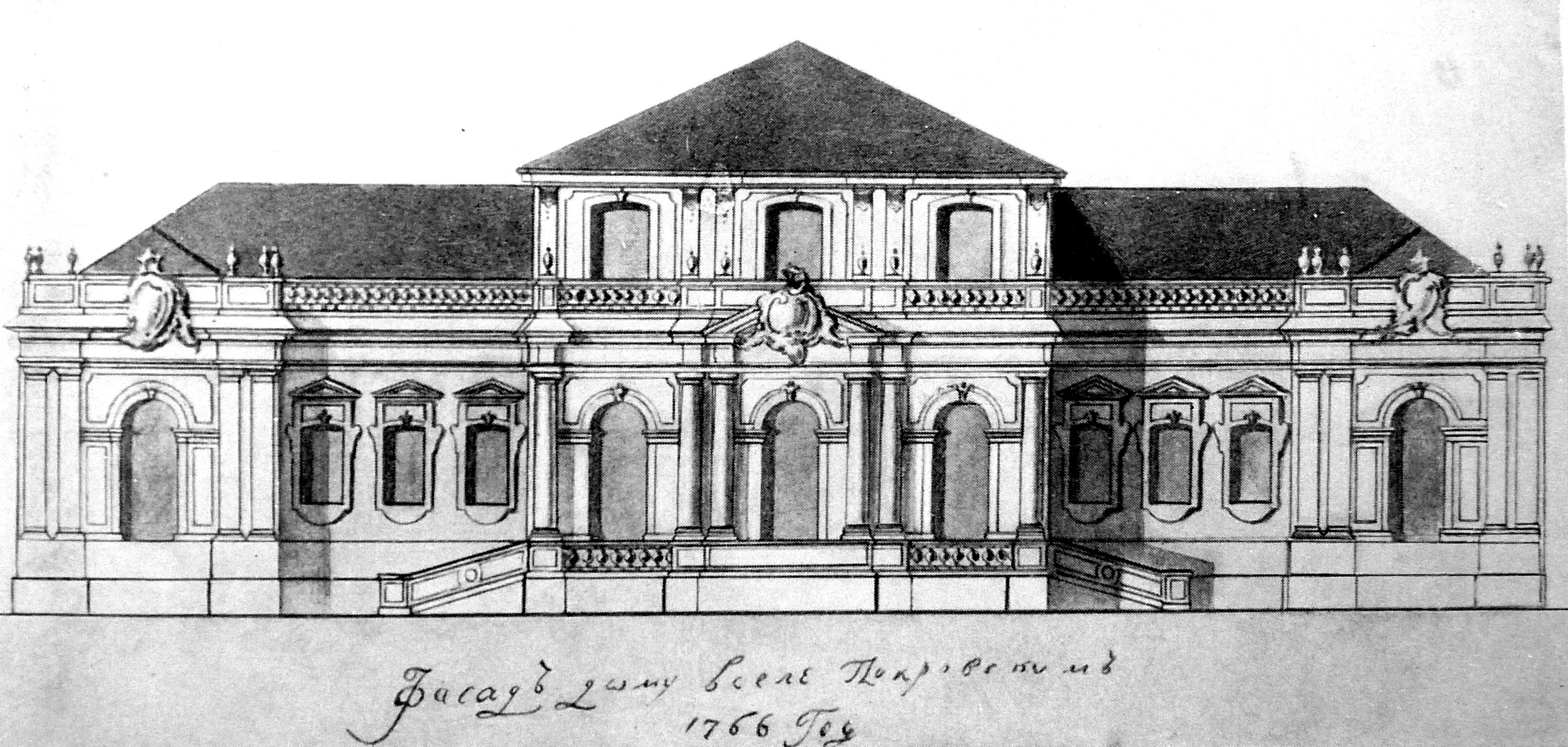
Покровское-Стрешнево. 1766 г. Фасад главного дома.

После смерти Ивана Родионовича (1738) его богатое наследство делится между его сыновьями, и Покровское отходит к генерал-аншефу Петру Ивановичу Стрешневу (ум. 1771). При нём родовая вотчина начинает расширяться и преображаться в духе времени, особенно после Манифеста о вольности дворянства (1762), по опубликовании которого Стрешнев немедленно вышел в отставку. Дети Петра Ивановича умирали во младенчестве или в раннем детстве, поэтому в 1750 г. он дал обет возобновить церковь, чтобы вымолить жизнь очередному ребёнку. В 1750-х гг. перестраивается в стиле барокко церковь, к которой пристраивается трапезная; в 1766 году возводится каменный господский дом в стиле елизаветинского барокко с анфиладой 10 парадных комнат и с собранием живописи из более чем 130 картин (включая 25 родовых), впрочем, по отзывам знатоков, довольно посредственного качества. К концу века число картин в собрании перевалило за 300.
Это было дворянское гнездо во всем своём великолепии.

## Усадьба при Е. П. Глебовой-Стрешневой

Фасад дома в Покровском-Стрешневе в начале 19 в.

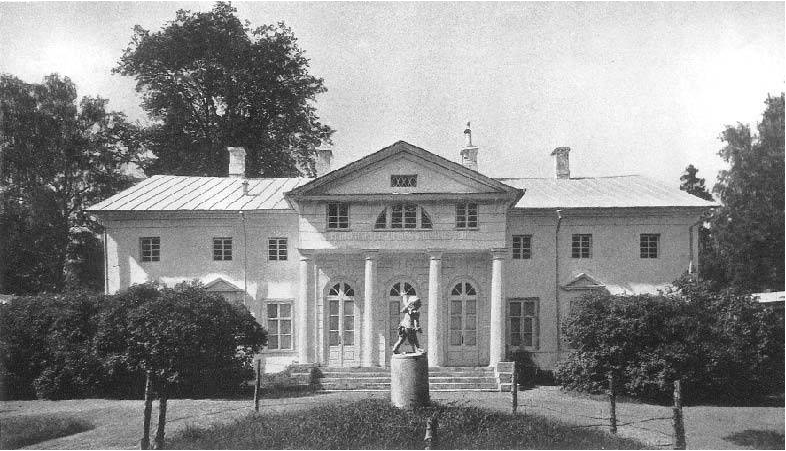
Ванный домик в Елизаветино и мраморная статуя Амура перед ним. Фото 1910-х гг.

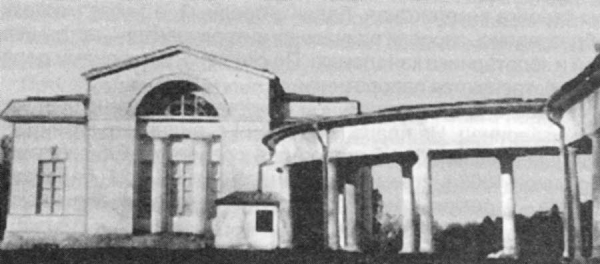
Елизаветино. Ротонда

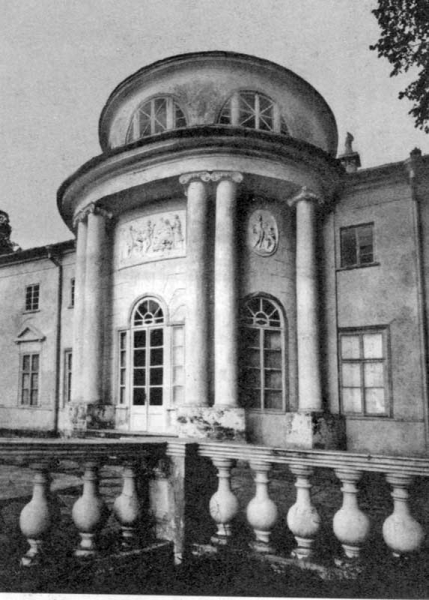
Елизаветино. Фасад Ванного домика

Елизавета, единственный выживший ребёнок Петра Ивановича, была его любимицей. Избалованная в детстве, она выросла взбалмошной барыней со склонностью к самодурству. Однако, хотя отец и исполнял все прихоти дочери, но воспротивился её желанию выйти замуж за вдовца с ребёнком Федора Ивановича Глебова. Через год после смерти отца Елизавета Стрешнева вышла замуж за Глебова, мотивировав это так: «Я никогда не была в него влюблена, но я поняла, что это единственный человек, над которым я могу властвовать, вместе с тем уважая его». Когда в 1803 году после смерти двоюродного брата Глебовой мужская линия фамилии пресеклась, она добилась от Александра I права называться со всем своим потомством Глебовыми-Стрешневыми.
В версте от усадьбы, на берегу Химки, Ф. И. Глебов выстроил в подарок жене изящный двухэтажный ванный домик, названный «Елизаветино». Он отличался удачными пропорциями и изысканной внешней отделкой. Елизаветино было разрушено по официальной версии немецкой бомбой в 1942 г.
Рядом с ванным домиком находился зверинец. По описи 1805 года в нём содержалось оленей — 21, баранов — 13, коз — 9, редких птиц — 109, среди них китайские, персидские гуси, казарки, лебеди.
В 1775 г. Покровское-Стрешнево посетила Екатерина II, бывшая в Москве на торжествах по случаю заключения Кучук-Кайнарджийского мира.
Фёдор Иванович умер в 1799 году. Вместо старого дома на другом месте, близком к прежнему, в 1803-06 гг. был построен новый трёхэтажный, в стиле ампир, к которому примыкал сад с прудами, появилось шесть оранжерей. Елизавета Петровна продолжает усердно хранить семейные портреты и реликвии. Святынями усадьбы были также наборные полы в Белом зале и Голубой гостиной (помпейской), мебельные гарнитуры и портерная галерея, выполнявшиеся крепостными усадьбы Ф. И. Глебова Знаменское-Раёк. Родство Стрешневых с царицей стало родовым культом. В главном господском доме на стенах парадных комнат висели гербы Стрешневых и Глебовых в самом разнообразном исполнении. Правила Елизавета Петровна своей усадьбой властно и деспотично. Детей и внуков держала в спартанских условиях. В обществе слыла женщиной образованной, поэтому в доме была хорошая библиотека, приобретались современные технические новинки типа телескопа и микроскопа. Была хорошо знакома с Н. М. Карамзиным, которому предоставляла Елизаветино для работы над страницами «Истории Государства Российского». В своей книге «Старые усадьбы: Очерки истории русской дворянской культуры» один из самых известных историков искусства начала XX века, барон Н. Н. Врангель пишет о «Покровском-Стрешневе»:
Будто видишь за высоким фасадом в узких окнах, поросших плющом, бледные облики Елизаветы Петровны Глебовой-Стрешневой, её сына Петра, племянницы Лизы Щербатовой, старой-старой крепостной Дарьи Ивановны Репиной, скончавшейся в девяносто восемь лет в ноябре 1905 года. Хороша синяя, «цвета сахарной бумаги», гостиная в большом доме, отделанная a l’antique в помпеянском стиле, с красивой белого дерева мебелью конца XVIII века.
Потом идешь по саду с бесконечными прямыми дорогами, окаймлёнными столетними деревьями, идешь долго к Ванному домику, вход в который охраняет маленький мраморный Амур. Дом стоит над гигантским обрывом, поросшим густым лесом, который кажется мелким кустарником, уходящим вдаль. Построена эта очаровательная игрушка мужем Елизаветы Петровны Стрешневой как сюрприз жене. Дом полон дивных английских гравюр, хороших старых копий с семейных портретов. И на каждом шагу, в каждой комнате кажется, будто бродят тени тех, кто здесь жил. В красной маленькой гостиной виднеется надпись:

«16 июля 1775 года Императрица Екатерина Великая изволила посетить Елизаветино и кушать чай у владелицы оного Елизаветы Петровны Глебовой-Стрешневой».
Дом отличался лаконичным, но очень выразительным архитектурным решением (исследователями приписывается Н. А. Львову), наборными паркетными полами, мебельными гарнитурами, убранством в стилях разных времён.

## Дачная жизнь
В начале XIX века по противоположную от усадьбы сторону дороги из Всехсвятского в Тушино (то есть нынешнего Волоколамского шоссе) появился поселок из 22 элитных дач — «домиков для летнего жилья со всякою к ним принадлежностию». Дачи в Покровском были очень дороги, а на въезде в посёлок стоял шлагбаум. В 1807 году здесь жил Н. М. Карамзин, который работал здесь над «Историей Государства Российского». Сюда же в 1856 году на дачу, которую снимало из года в год семейство врача придворного ведомства А. Е. Берса, часто наведывался Л. Н. Толстой. Здесь он впервые встретился с двенадцатилетней дочкой Берсов Сонечкой, которая родилась на этой даче и через 6 лет знакомства стала его женой. Толстой останавливался в комнате для приезжих на первом этаже, а на втором помещались дети с няней и прислугой. По воспоминаниям третьей дочери Берсов Татьяны, из их окна открывался «весёлый, живописный вид на пруд с островком и церковь с зелёными куполами». А вот как дачу вспоминает Соня Берс: «…Какие были тогда чудесные вечера и ночи. Как сейчас, вижу я ту полянку, всю освещённую луной, и отражение луны в ближайшем пруду. „Какие сумасшедшие ночи“, — часто говорил Лев Николаевич, сидя с нами на балконе или гуляя с нами вокруг дачи». Впоследствии эту дачу снимал историк С. М. Соловьёв, а его сын В.С. Соловьёв оставил рассказ о жизни в этих местах. Дача была снесена ещё при жизни С. А. Толстой.
Дачниками здесь были многие предприниматели и богатые люди свободных профессий; в их числе брат знаменитого врача С. П. Боткина, П. П. Боткин, перестроивший на свои деньги церковь Покрова.

## Новый расцвет усадьбы при Е. Ф. Шаховской

Изображение, считавшееся портретом княгини Е. Ф. Шаховской-Глебовой-Стрешневой.

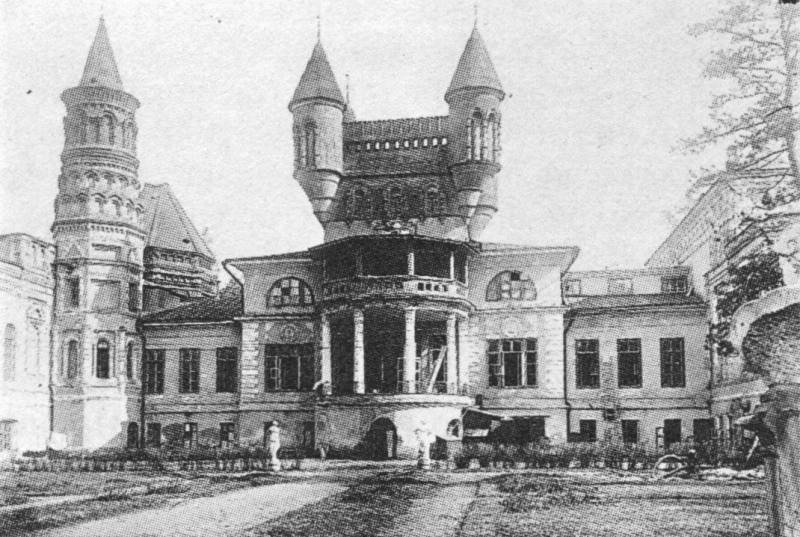
Фасад дома на фото 1930-х гг.

После смерти Елизаветы Петровны Глебовой-Стрешневой в 1837 году имение перешло к полковнику Фёдору Петровичу Глебову-Стрешневу (сыну Петра Фёдоровича Глебова-Стрешнева, после смерти отца в 1807 году вместе с другими его детьми воспитывался бабушкой Елизаветой Петровной). Широко распространённое представление о том, что усадьбу наследовал Евграф Петрович, не подтверждается документами. Отставной конно-пионер Фёдор Петрович Глебов-Стрешнев - реальное историческое лицо, запечатлённое на нескольких портретах. Его имя как владельца усадьбы, с конца 1840-х годов парализованного, упоминает в книге "Моя жизнь"С.А.Толстая, будущая супруга  Л.Н.Толстого (родилась в 1844 г. на съёмной даче в усадебном парке, а также  Н.В.Гоголь в письмах из Остенде (ошибочная атрибуция редактора академического собрания сочинений писателя повторяется в современных гоголеведческих трудах И.А.Виноградова и В.В.Воропаева).
В 1864 году усадьба переходит к его племяннице Евгении Фёдоровне Бреверн, вышедшей замуж за князя М. В. Шаховского и, ввиду пресечения мужской линии Глебовых-Стрешневых, получившей (вместе с мужем) тройную фамилию Шаховская-Глебова-Стрешнева. В это время Покровское-Стрешнево всё чаще стали называть Покровское-Глебово, так как в фамилии членов семьи на первом месте стояло Глебовы.
В 1852 году в селе Покровское значилось 10 дворов, где проживало 40 душ мужского и 42 женского пола, церковь и господский дом с 10 дворовыми людьми. 30 лет спустя — 15 дворов, в которых жили 263 человека, две лавки, 22 дачи, причем не только господские, но и крестьянские.
Евгения Фёдоровна Шаховская-Глебова-Стрешнева, оказавшаяся последней владелицей усадьбы, задумала превратить родовую усадьбу в некое подобие сказочного средневекового замка. В 1880 году по проекту приглашённых ею архитекторов А. И. Резанова и К. В. Терского здесь был построен оригинальный ансамбль барских служб, спланированный в виде подковы. С торцевых сторон господского дома пристроили флигеля (первым, к 1883 г. - корпус, обращённый к воротам - театральный), некоторые из них в виде стилизованных замковых башенок (северо-восточная восьмигранная башня была спроектирована в 1893 г. Ф.Н.Кольбе), в 1900-е годы сделали надстройки над старым домом в форме зубчатой деревянной башни и двух барабанов, раскрашенных под кирпич. Входная часть главного фасада была перестроена, добавлены бочкообразные кирпичные колонки, а сама арка завышена. Вместо коринфских капителей на колоннах обоих фасадов были установлены другие, а балюстрады заменены на ажурные решётки с растительным орнаментом, разобраны лестницы вокруг балкона на садовом фасаде.
В 1889—1890 годах по проекту архитектора Ф. Н. Кольбе и А. П. Попова вокруг усадьбы была возведена мощная каменная ограда с башнями из красного кирпича в русском стиле. Кованые боковые ворота —  левые, запертые, обращённые в парк — подлинные, работы мастера Е.Кнота. Центральные, въездные и правые, ведущие к храму — новодел 1980-х годов.
Перед новым фасадом, обращённым к воротам, был установлен обелиск. В своё время он венчался фигуркой собаки, что вызвало ошибочную, до сих пор существующую его трактовку как могилы собаки хозяйки усадьбы. Между тем такие обелиски ставились в память о посещении подобных мест представителями царской семьи. В усадьбу неоднократно приезжали члены семьи Романовых (в начале XIX в. вдовствующая императрица Мария Фёдоровна — вдова Павла I — и Елизавета Алексеевна — жена Александра I, в 1880-е годы — братья императора Александра III, поэтому, учитывая родство с Романовыми (последняя владелица, княгиня Е. Ф. Шаховская-Глебова-Стрешнева, была десятиюродной сестрой двух императоров — Александра I и Николая I), и был возведён обелиск. А фигурка собаки повторяла деталь герба Стрешневых — собаку, стоящую на задних лапах в знак преданности.
Перестроили и старый храм Покрова, расширив его за счёт приделов Николая Чудотворца и Петра и Павла. Гостей приезжало много, особенно летом. Евгения Федоровна была очень богата. Она владела виллой Сан-Донато в Италии, яхтой на Средиземном море и железнодорожным салон-вагоном для поездок на юг. Однако большую часть времени проводила в своём родовом имении.
В 1901 г. была проведена Московско-Виндавская (ныне Рижская) железная дорога, и перед усадьбой была открыта железнодорожная платформа. В 1908 году было построено каменное станционное здание оригинальной архитектуры по проекту архитектора Бржозовского.
Княгиня, как показывает схема из её архива, разделила усадьбу на три зоны: 1) окрестности дома с регулярным парком и оранжереями и дорожки в Елизаветино — для личного пользования семьи и специально приглашённых гостей: «Пускать гулять только по особому распоряжению, без билетов. Не допускать езды ни верхом, ни в экипажах». 2) «Карлсбад», то есть местность над Химкой и за Иваньковской дорогой. Здесь разрешалось гулять по билетам, ловить рыбу в реке, кататься на лодках. Границы «Карлсбада» были выделены стриженой еловой изгородью. 3) Восточная часть парка от дороги в Никольское до границы с землями села Всехсвятского и с Коптевскими выселками. Здесь также разрешалось по билетам собирать грибы, ходить по траве. С. А. Толстая в письме мужу в 1897 г. жаловалась: «В Покровском очень грустно то, что везде видна злоба хозяйки: всё огорожено проволокой колючей, везде злые сторожа, и гулять можно только по пыльным, большим дорогам».
В 1910-е гг., как свидетельствуют материалы из фамильного архива Шаховских-Глебовых-Стрешневых в фондах ГИМ, княгиня Шаховская-Глебова-Стрешнева произвела много перемен в усадьбе. В регулярной части парка со стороны садового фасада были установлены мраморные скульптуры, заказанные у мастера Антонио Биболотти, на античные сюжеты. Партер обрамляли бюсты римских императоров и скульптуры мыслителей Демосфена и Софокла. В глубине парка были представлены такие сюжеты, как «Дискобол», «Аполлон», «Венера» и мн. др., четыре гермы «Времена года» (всего 10 бюстов и около 20 скульптур в полный рост). В 1950-е годы значительная часть сохранившихся скульптур была передана в музей-усадьбу Кусково.
Над старой частью дома были надстроены дощатые завершения, включая четырёхбашенную «корону», превратившие её в подобие средневекового замка, а также деревянная вышка с северного торца дома. Тогда же был заново оформлен вестибюль, установлена ныне существующая мраморная лестница и скульптуры фавнов. В Италии у мастера Антонио Биболотти были заказаны мраморные скульптуры для установки в регулярном парке. Возможно, того же времени и маски сатиров на каминах Белого зала (восстановлены реставраторами в 1990-е гг., утрачены в результате вандализма в 2010-е гг.).Сохранились документы на строительство новой церкви и чертежи предполагавшейся богадельни.
В 1912 году из усадьбы были похищены фамильные драгоценности на крупную сумму, включая «розовый бриллиант», принадлежащий первым Романовым. Об этом повествует эпизод «Розовый бриллиант» из мемуарной книги начальника Московской сыскной полиции А. Ф. Кошко.
На территории усадьбы обнаружено сооружение, которое может идентифицироваться как усадебный колодец, упоминавшийся В. Шкловским в книге «Третья фабрика».

## Дачная жизнь на рубеже XIX—XX вв
Покровское продолжало оставаться популярным дачным местом. В начале XX в. дачи сдавались по цене от 100 до 2000 рублей за сезон и пользовались такой популярностью, что в летний сезон 1908 г. между Покровским и Петровским-Разумовским было устроено автобусное сообщение (по Петербургскому шоссе).
В конце XIX в. возникают дачи на другом конце нынешнего парка Покровское-Стрешнево, на месте бывшего зверинца — в Иваньковском лесу у деревни Иваньково, в холмистой местности над Химкой, которую сама владелица называла «Карлсбад» (видимо, из-за родника). Их облюбовали актёры Художественного театра, одним из первых был художник-декоратор театра Виктор Андреевич Симов, построивший оригинальную дачу-мастерскую. Симов строил дачи и для своих коллег, например, сохранившиеся до наших времен дача «Грековка» (1890-е), дача Василия Лужского «Чайка» (1904 г.), а также дача миллионера Владимира Носёнкова, которую Симов построил в 1909 г. в соавторстве с известным впоследствии как авангардист одним из братьев Весниных, Леонидом Александровичем. В Иванькове на даче жил Алексей Николаевич Толстой; его рассказ «Буря» помечен в рукописи: «10 июня 1915 г. Иваньково». В Иванькове в 1912 г. снимали дачу Марина Цветаева и Сергей Эфрон. 
Справочник 1912 г. отмечает владения: Симова, Носёнкова, С. Уманского, а также имение владельца Трёхгорной мануфактуры Н. И. Прохорова.

## Усадьба после революции
После революции усадьба вместе с дачами была реквизирована и превращена в санаторий ЦК, а ванный домик «Елизаветино» передан в ведение дома отдыха текстильщиков. 
В 1919 году в главном доме открыли музей, в котором была воссоздана обстановка прежней барской усадьбы. Специфика музейной экспозиции заключалась в показе «упадка дворянской культуры в эпоху разложения крепостничества». 
В 1923 г. в усадьбе жил писатель  В. Б. Шкловский (впечатления отразились в его книге «Третья фабрика»).
В 1925 г. стала съёмочной площадкой фильма «Медвежья свадьба».
Широко распространённая информация о том, что музей попытались открыть в 1925 г., но по разным причинам (отсутствие финансирования, бедность экспозиции) он был вскоре закрыт и разорён, не соответствует действительности. Данные ОПИ ГИМ и Госархива говорят об обратном. Музей работал на протяжении 8 лет и пользовался широкой популярностью. Число посещений за один летний период ко второй половине 1920-х годов было более 20 тыс. чел. Зимой шла активная разборка усадебного архива, отложившегося в итоге в ОПИ ГИМ. Частично эти данные были опубликованы в 2019 г. в одном из номеров "Московского журнала", но не обратили на себя внимания.
В 1927 году музей был закрыт. 
После закрытия музея в усадьбе некоторое время находился Институт высшей нервной деятельности. В 1933 г. в усадьбе был устроен закрытый санаторий Аэрофлота имени 10-летия Гражданского воздушного флота, в военное время здесь был госпиталь.
В 1930-е годы главный дом подвергся изменениям: были нарезаны новые оконные проёмы, разрушавшие рисунок кирпичной кладки, в юго-западном корпусе пробита бетонная лестница, входная арка застеклена, а бочкообразные колонки срублены. Оконные проёмы в мансардном этаже перебиты на прямоугольные. К 1953 году от балкона с колоннадой по садовому фасаду оставался только кирпичный цоколь. Храм Покрова был переоборудован под лабораторию, срублена до второго яруса колокольня, уничтожена центральная маковка, пристроены посторонние объёмы (особенно с северо-восточной стороны).
В 1943 и 1973 г. в связи с реконструкциями Волоколамского шоссе ближняя к центру города часть ограды была переложена с отступом вглубь парка. а существовавшая вторая башня, попавшая на трассу насыпи шоссе, разобрана.
С 1970 года здесь находился НИИ гражданской авиации. В 1980-е годы принадлежала компании «Аэрофлот», и в связи с планами устроить здесь дом приёмов гражданской авиации начались исследования усадьбы и реставрационные работы, в рамках которых были устранены искажения старой части главного дома, возникшие при его перестройках конца XIX — начала XX веков при княгине Е. Ф. Шаховской-Глебовой-Стрешневой, и ей был возвращён первоначальный вид начала XIX века. Кроме того, были отреставрированы угловая башня ограды и дугообразная часть стены с парадными воротами. Весной 1992 года во дворце произошел серьёзный пожар, уничтоживший мансардный этаж и сильно повредивший парадные залы второго этажа, а также кирпичные пристройки. Началось восстановление дворца, уже в середине 90-х объем главного дома был восстановлен и начаты внутренние отделочные работы, но они были прерваны, и с тех пор дворец фактически был заброшен и ветшал.
В павильоне «Елизаветино» в послереволюционные годы находился детский санаторий, но в годы Великой Отечественной войны по официальной версии во время одного из авианалетов от попадания авиабомбы главная часть дома была разрушена (в нескольких десятках шагов от места, где стояло Елизаветино, на правом склоне оврага между Елизаветинской горкой и спуском к родникам до сих пор просматривается провал, напоминающий воронку от авиабомбы), позднее были снесены и использовавшиеся под жильё флигеля. Место павильона до сих пор просматривается на краю парка над устьем Елизаветинского оврага. После передачи усадьбы в ведение Мосприроды возникла идея восстановления павильона.
Дачи в Иванькове оставались санаторием ЦК, затем Московского горкома партии, который получил название «Чайка» по даче Лужского (с 1991 — пансионат Управления делами мэрии Москвы). В 1920 г. здесь побывал Ленин, навещая Инессу Арманд. В Иваньково по-прежнему отдыхал Алексей Толстой. М. А. Булгаков записал в дневнике 2 сентября 1923 г.: «Сегодня я с Катаевым ездил на дачу к Алексею Толстому (Иваньково). Он сегодня был очень мил.»

## Усадьба в наши дни

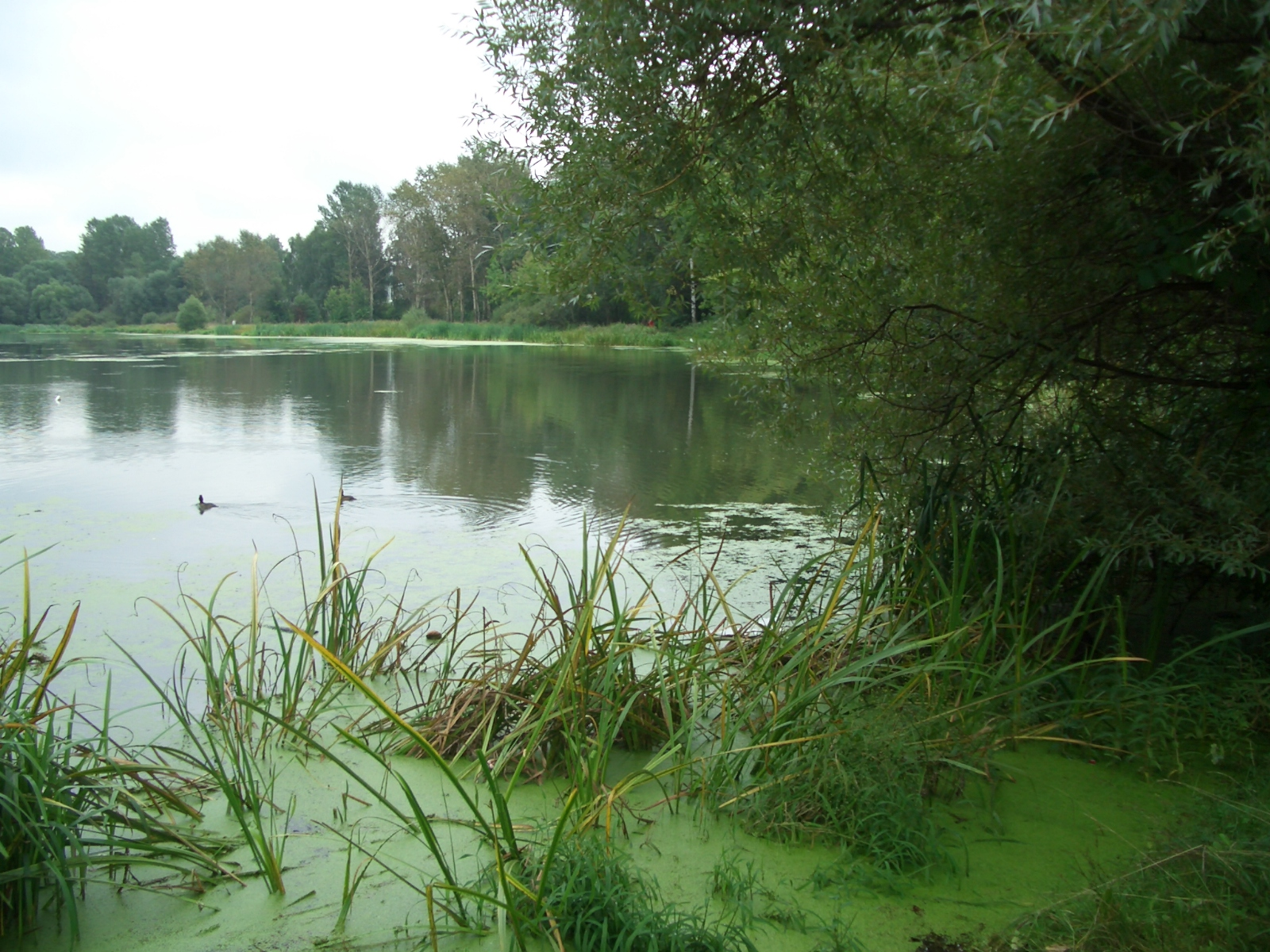
Пруд в пойме реки Чёрной.

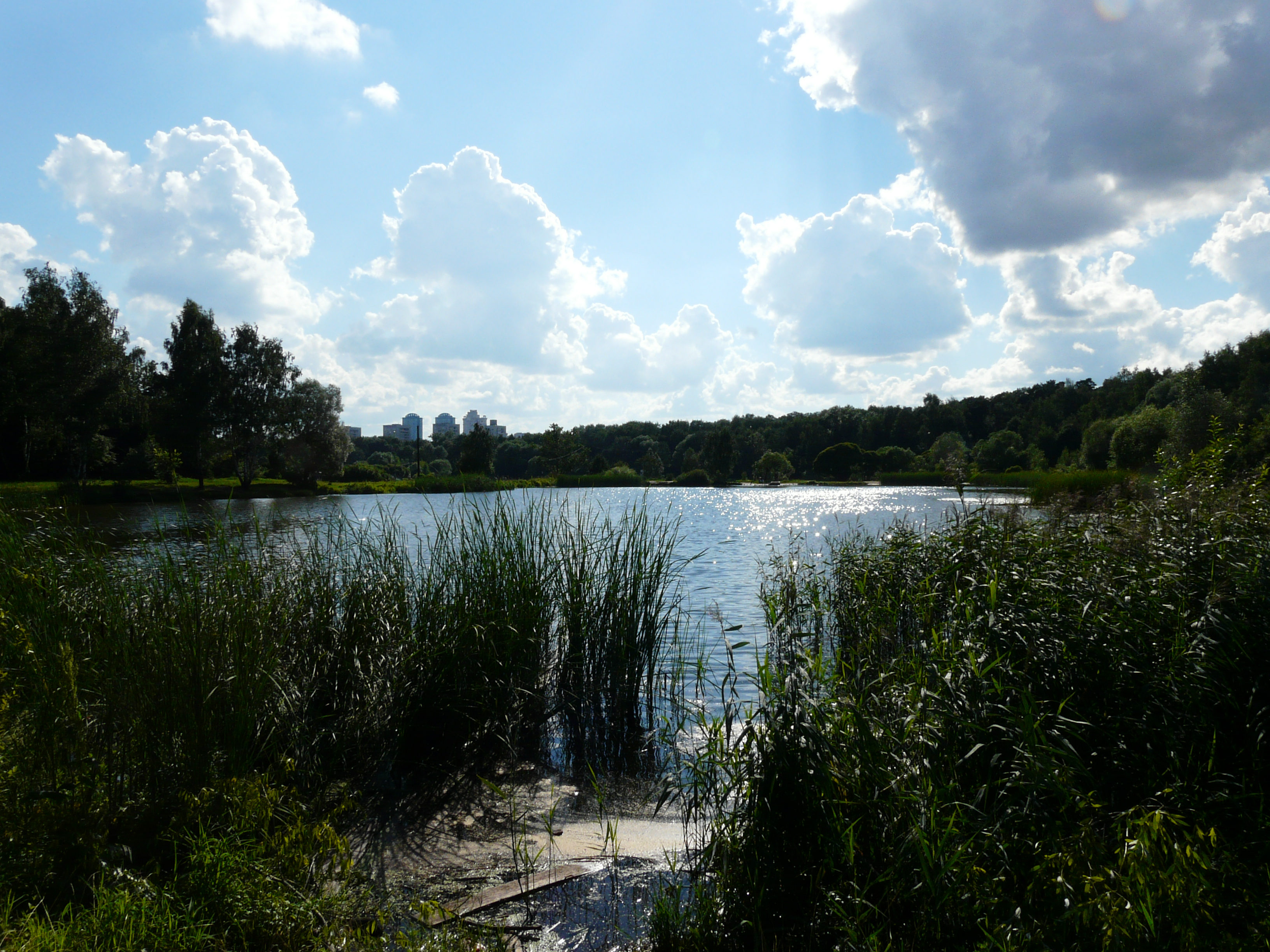
Один из прудов в Покровском-Стрешневе

В 1979 году в соответствии с историко-архитектурным планом Москвы весь район Покровское-Стрешнево (Покровское-Глебово) объявлен заповедной зоной. Тогда же началась реставрация построек усадьбы: главного дома, ограды, угловой башни, часть которой обрушилась зимой 1983—1984 годов. Были разработаны проекты реставрации церкви и оранжереи, воплощённые уже в 1990-е годы. 
В марте 1992 г. усадьба пережила серьёзный пожар. Была утрачена мансардная часть и перекрытия второго, парадного этажа старой части дома, чердак и перекрытия театрального корпуса, а от восьмигранной башни с северо-восточной стороны осталась только кирпичная кладка наружной стены (и то частично, потому что задняя часть несущих стен была выполнена из дерева).
После пожара главного дома 1992 года началось его восстановление. Старая часть дома была восстановлена в исходном виде (включая планировку парадного 2-го этажа), по состоянию на 1800-е годы, а кирпичные корпуса мыслились в проекте как "дешевая оправа для бриллианта", по словам реставраторов. Примерно наполовину выполнены реставрационные работы, в том числе в парадных залах второго этажа. Ещё в 1980-е годы  реставрировалась угловая башня, которая в начале 1980-х годов находилась в аварийном состоянии и часть кладки которой обрушилась зимой 1983 г. (по данным института "Спецпроектреставрация"), а также центральная часть ограды. В  середине 1990-х гг. восстановлена церковь Покрова. Её строгий светлый силуэт за парадными чугунными воротами удачно вписывается в разрыв стен каменной ограды, выходящей на Волоколамское шоссе. В середине 1990-х гг. была полностью восстановлена оранжерея.
Тем не менее в какой-то момент в связи со сменой собственника работы были прерваны, а дворец и постройки вновь заброшены. Оранжерея была вновь разорена. В ноябре 2003 года «Аэрофлот» продал ЗАО «Стройарсенал» усадьбу за 2,8 млн долл. Однако в 2006 году Росимущество обратилось с иском к «Аэрофлоту» и «Стройарсеналу» о признании сделки купли-продажи этой территории недействительной. Однако 29 марта 2006 года Росимуществу в суде первой инстанции в иске было отказано, но апелляция 19 июля 2006 года решение отменила. Суд вынес решение изъять у «Стройарсенала» купленную компанией недвижимость и передать её в Росимущество. Кассационная инстанция и Высший арбитражный суд оставили решение в силе.
На 2012 усадьба находилась в аварийном состоянии. В конце 2012 г. усадьба была передана на баланс Высшей школы экономики, однако работы по её восстановлению не начинались, так как на объекты спорного имущества был наложен судебный арест.
Четыре года спустя, в 2016-м году, Высшая школа экономики отказалась от его использования. Фактически начиная с 1981 г., в течение трёх с половиной десятилетий, уникальная усадьба в черте столицы находилась в бесхозном, неэксплуатируемом состоянии, пережив ряд пожаров на территории (несколько раз горела оранжерея, в мае 2017 г. выгорел интерьер восстановленной в 1980-е гг. угловой башни, 7 августа 2017 г. произошёл пожар в бесхозной оранжерее, в результате чего от левого крыла остался только кирпичный остов, повреждён купол, утрачен шпиль..
Именно в это время, между 2012 и 2017 г. усадьба, за которой не было должного надзора, подвергалась нашествиям вандалов. В эти годы был нанесён серьёзный ущерб садовому фасаду, а также интерьерам дома, а оранжерея пришла в руинированное состояние.
В 2017 году усадьба была передана ГПБУ Мосприрода в оперативное управление. Территория вокруг дома на время проведения восстановительных работ была официально закрыта. В июле 2017 г. издательством «Руз Ко» выпущен путеводитель по усадьбе, составленный исследователем усадьбы А.В.Потапенко, а в конце 2019 г. в издательстве «Кучково поле» в серии «Московская библиотека» вышло первое масштабное историческое исследование того же автора, посвящённое усадьбе (Потапенко А.В., «Покровское-Стрешнево. Люди, имена, события»).
Из исторических объектов на территории сохранились также полуразрушенная бетонная скульптура «Гермес с младенцем Парисом», два пьедестала бюстов начала XX в. и пьедестал скульптурной композиции (предположительно «Амуры»).
Парк сильно запущен, планировка регулярной части читается с трудом и нуждается в проведении восстановительных работ. Проект обустройства парковой части был одобрен на слушаниях в декабре 2019 г.
С 2019 года начались проектные работы по восстановлению усадьбы. В 2020 г. утверждён проект реставрации усадьбы с приспособлением под культурно-досуговый центр. По состоянию на октябрь 2021 г. проект находится на согласовании с департаментами Правительства Москвы.
С 20 декабря 2021 г. начались подготовительные работы по проекту реставрации. Приусадебная территория обносится строительным забором, завезены бытовки.
С июня 2022 года в главном доме усадьбы проводится реставрация. Выполняется расшивка швов кирпичной кладки фасада, производится обработка от плесени, мха и грибка, демонтирован для проведения реставрации белый камень с цоколя и ступеней террасы, реставрируются гипсовые капители колонн.   

## Усадьба в кинематографе
- В 1925 году в усадьбе снимался фильм «Медвежья свадьба». Картина хорошо передаёт внешний облик усадьбы в то время, когда имелись готические надстройки над центральной частью дворца. Экранизация «страшной» новеллы П. Мериме «Локис» была осуществлена за 42 года до считающегося первым советским «киноужастиком» фильма «Вий», а сцена штурма простонародьем ворот замка «эксплуататоров» была снята за 2 года до аналогичной по содержанию сцены штурма ворот Зимнего дворца в фильме С.Эйзенштейна «Октябрь».
- В 1962 году ворота усадьбы были показаны в фильме «Семь нянек».
- В 1998 году в финальной серии сериала «Петербургские тайны» ворота усадьбы и примыкающая к ней часть стены были использованы в качестве стены Петропавловской крепости в сцене выхода арестантов по этапу.
- В 2011 году интерьеры усадьбы стали съёмочной площадкой для нескольких сцен фильма А. Мизгирёва «Конвой».
- Осенью 2012 в усадьбе снимались некоторые сцены мини-сериала С. Ашкенази «Любовь за любовь».
- Осенью 2017 г. на территории усадьбы снимались несколько сцен фильма «Топор войны» (премьера была запланирована на канале НТВ 9 мая 2018 г.)
- Также в интерьерах усадьбы в 2018 г. снимался клип на песню «Про дурачка» в исполнении Найка Борзова.
- В течение 2018 г. в усадьбе снимались сцены фильмов «Большой артист» (реж. Б. Корявов) и «Лётчик» Р. Давлетьярова (сцены госпиталя), а также несколько планов фильма «Эбигейл» реж. А. Богуславского.

## Лесопарк Покровское-Стрешнево
В настоящее время лесопарк Покровское-Стрешнево представляет собой довольно большой по площади природный массив и одну из крупнейших наряду с Серебряным Бором рекреационных зон Северо-Запада Москвы.
К усадебному дому с северной стороны примыкает регулярный липовый парк, сохранились довольно старые деревья. Центральная часть парка имеет иррегулярную планировку, в нём растут сосны, клёны, лиственницы, липы, дубы, берёзы, вязы, встречаются кедр, ель, яблоня, рябина.
Излюбленным местом отдыха местных жителей являются пруды, расположенные в восточной части парка. Вокруг большого пруда расположена пляжная зона, где хорошо видны некрупные деревья с шаровидной кроной. Это — одна из декоративных форм ивы.
Северная и северо-западная части парка созданы сравнительно недавно на основе существовавшего изначально смешанного леса. В основу планировки положена система аллей и дорожек, между которыми располагаются деревья и кустарник.
Северо-западной естественной границей парка служит речка Химка, возле которой находится родник «Царевна-Лебедь», единственный по состоянию на 2009 год чистый источник питьевой воды в Москве. Родник благоустроен, имеет несколько водоразборных трубок, из него жители окрестных и отдалённых районов любят набирать чистую питьевую воду.К сожалению, в результате недавней реконструкции прежний облик "титульного" родника утрачен, стела с мозаичным панно, изображающим царевну-лебедь, разрушена либо оказалась скрытой габионовой стенкой (над землёй сохранился небольшой фрагмент).
Над родниками над обрывом заметна поляна, на месте которой стоял павильон «Елизаветино», выстроенный Ф. И. Глебовым для своей жены Елизаветы Петровны в начале 1770-х гг. К сожалению, фундаменты используются в качестве площадки для пикников и разведения костров, кирпичи растаскиваются, а надзорные органы не уделяют этому должного внимания, в результате чего последние его остатки могут исчезнуть.
В парке живут белки, полёвки, бобры, ондатра, крысы, ежи, кроты, многочисленные виды птиц — утки, соловьи, дятлы, поползни, зяблики, пеночки, овсянки, синицы, сойки, зарянки, дрозд, малая мухоловка, совы.

## Другое
Также на территории лесопарка находится войсковая часть.